# SpaceShipOne
SpaceShipOne (трансл. Спэйс Шип Уан; с англ. — «Космический корабль 1 (один)») — суборбитальный частный пилотируемый космический корабль многоразового использования.
Изготовлен компанией Scaled Composites LLC (США), с 1982 года занимающейся производством экспериментальных летательных аппаратов. Одной из целей создания было участие в конкурсе Ansari X Prize, где основным условием являлось создание космического корабля, способного дважды в течение двух недель выйти в космическое пространство с тремя людьми на борту. Победитель должен был получить приз в размере 10 миллионов долларов. Награждение было намечено на начало 2005 года. В результате полётов уже в начале октября 2004 года команде создателей SpaceShipOne удалось выиграть этот приз.

## История
Председателем Scaled Composites Бертом Рутаном (англ. Elbert Leander «Burt» Rutan) и одним из основателей Microsoft Полом Алленом в апреле 1996 года основана частная космическая программа, известная как Tier One (Тир Уан). Её целью стало продвижение коммерческого космического туризма.
Начав со штата сотрудников менее 30 человек, программа уже через несколько лет, на примере SpaceShipOne, показала перспективность своих разработок. В дальнейшем компания планирует осуществлять суборбитальный космический туризм на аппарате SpaceShipTwo.

## Конструкция

Схема самолёта.

При конструировании летательного средства был применён ряд оригинальных решений. Главным из них стало использование специально разработанного гибридного двигателя, работающего на полибутадиене и оксиде азота(I) (N2O).
Кабина пилота представляет собой герметичную камеру, где создаётся необходимое давление. Многочисленные иллюминаторы созданы из двухслойного стекла, каждый слой должен выдерживать возможные перепады давления.
Воздух внутри кабины создаётся тройной системой, использующей кислородные баллоны, углекислый газ удаляется специальной поглощающей системой. Отдельная система контролирует влажность воздуха. Всё это позволяет обходиться без космических скафандров.

## Профиль полёта
В начале полёта корабль поднимается на высоту примерно 14 км над уровнем моря при помощи специального самолёта WhiteKnight (Белый Рыцарь). Затем происходит отстыковка, SpaceShipOne выравнивается в течение примерно 10 секунд, а потом включается ракетный двигатель. Он приводит корабль почти в вертикальное положение, ускорение длится немногим больше одной минуты, при этом пилот испытывает перегрузку до 3g. На этом этапе корабль достигает высоты примерно 50 км. Максимальная скорость корабля в этот момент достигает 3 500 км/ч (М 3,09), что существенно меньше чем первая космическая скорость (28 400 км/ч, 7,9 км/с), которая необходима для выхода на околоземную орбиту.
Дальнейшее путешествие к границе атмосферы (ещё на 50 км) происходит под действием инерции по параболической траектории, наподобие брошенного камня. В космосе SpaceShipOne находится около трёх минут. Немногим не доходя до апогея траектории, корабль поднимает вверх крылья и хвост, чтобы при обратном падении и входе в плотные слои атмосферы одновременно стабилизировать корабль и быстрее вывести его из пикирующего в планирующий полёт. Перегрузки при этом могут достигать 6g, но пик перегрузок длится не более 10 секунд. В таком виде он спускается на высоту около 17 км, где снова принимает первоначальное положение крыльев и летит на аэродром наподобие планёра.

## Полёты
Всего аппарат совершил 17 полётов, первый — беспилотный, а последние три — суборбитальные космические по версии ФАИ, то есть выше 100 км.
Несущий самолёт WK совершил 59 полётов, и только последние 17 раз он поднимал SS1.
Первый пробный беспилотный полёт на высоту 14,63 км, состоялся 20 мая 2003 года.
Первый (без включения двигателя и без отстыковки от WK) пилотируемый полёт на высоту 14 км — 29 июля 2003, пилот — Майк Мелвилл.
Он же впервые поднял аппарат выше 100км (на 100124 м) 21 июня 2004. Он же совершил первый зачётный полёт (102,93 км).
Последний (второй зачётный) полёт совершил Брайан Бинни. «Это фантастический опыт, — поделился своими впечатлениями Бинни на послеполётной пресс-конференции. — Трудно, конечно, описать. Просто когда корабль достигает высшей точки полёта, двигатель выключается, и ты понимаешь, что больше не чувствуешь своей тяжести, наступает настоящая эйфория. За иллюминатором темнота, а где-то внизу яркая Калифорния… Это фантастическое ощущение. Там свобода! Вы все должны испытать это».

### ВыигрышX-Prize
29 сентября 2004 г. Майк Мелвилл совершил первый зачётный полёт на высоту 102,93 км.
Через 5 дней, 4 октября 2004 года аппарат SpaceShipOne совершил свой второй успешный зачётный полёт (последний, 17-й). Пилот Брайан Бинни поднялся на высоту более 112 километров и затем благополучно опустился на Землю. Полёт прошёл без каких-либо сбоев, был побит рекорд высоты для пилотируемых самолётов, державшийся 41 год (в августе 1963 Джо Уокер поднимал Х-15 на 107,9 км).
Таким образом, согласно правилам конкурса, компания создатель «Scaled Composites» стала победителем программы «X Prize» и получила награду в 10 миллионов долларов. Один из главных создателей Бёрт Рутан сообщил людям, собравшимся у его дома, что был уверен в успехе сегодняшнего полёта. Успех SpaceShipOne, по словам создателей, открыл космос для частных полётов.
Как сказал Рутан: «Я хорошо чувствую, что наша программа начнёт возрождение эпохи человека в космосе».
Председатель компании Virgin Atlantic Airways Ричард Брэнсон объявил о создании нового космического предприятия «Virgin Galactic». Проект приобретёт лицензию на технологию SpaceShipOne для коммерческих орбитальных полётов, билеты для туристов будут стоить от 200 000 долларов. Рассчитывают, что в следующие 5 лет в космос смогут слетать около 3 000 человек.
По словам Брэнсона: «Это развитие позволит стать астронавтом любому гражданину любой страны, а не каким-то избранным».

## Пилоты
- Брайан Бинни
- Майкл Мелвилл
- Даг Шейн
- Питер Сиболд

Эти пилоты по очереди управляли несущим самолётом WK во всех его 59 полётах. В некоторых полётах на борту «Белого рыцаря» присутствовал бортинженер — кто-либо из команды разработчиков, включая даже и самого Рутана, главного конструктора. Однако сам SS1 пилотировали только трое из этого списка. Мелвилл — 10 раз, дважды выше линии Кармана (и первый зачётный полёт). Бинни — 3 раза, включая последний 17-й (второй зачётный) полёт на 112,014 км. Сиболд — 3 раза, но его личный рекорд всего 32 км. Итого 16 пилотируемых полётов SS1 (первый был беспилотный).
Согласно российским правилам пилоты SpaceShipOne не являются космонавтами, так как для этого аппарат должен совершить хотя бы один виток вокруг Земли на высоте более 100 км. Однако, согласно правилам ФАИ ,астронавтом считается каждый, кто совершил полёт хотя бы по параболической траектории с максимальным подъёмом не меньше 100 км. В США правила ещё менее строгие: астронавтом считается каждый, кто совершил полёт на высоте не меньше 50 миль (около 80 км).